# Epidendrum heterothoneum
Epidendrum heterothoneum là một loài thực vật có hoa trong họ Lan. Loài này được (Rchb.f. & Warsz.) Hágsater & Dodson mô tả khoa học đầu tiên năm 1992.